# 坂上町 (豊田市)
坂上町（さかうえちょう）は、愛知県豊田市の地名。

## 地理

### 河川・池沼
- 仁王川

### 交通
- 愛知県道360号坂上大内線
- 愛知県道361号坂上花沢線

### 施設
- 豊田市立豊松小学校
- 蓮生寺
- 豊栄神社
- 坂上簡易郵便局
- 神明宮
- 八幡神社
- 日箇出神社
- 六所神社
- 豊田市総合野外センター

### 字一覧
- 合方（あいかた）[WEB 6]
- 朝日山（あさひやま）[WEB 6]
- 足ケ田和（あしがたわ）[WEB 6]
- 阿知田（あちだ）[WEB 6]
- 庵田和（あんだわ）[WEB 6]
- 池ノ上（いけのうえ）[WEB 6]
- 市場（いちば）[WEB 6]
- 壱斗目（いつとうめ）[WEB 6]
- 井戸入（いどいり）[WEB 6]
- 井ノ上（いのうえ）[WEB 6]
- 井ノ沢（いのさわ）[WEB 6]
- 入（いり）[WEB 6]
- 入洞（いりぼら）[WEB 6]
- 宇トウ（うとう）[WEB 6]
- 梅ノ木（うめのき）[WEB 6]
- 笑口（えみぐち）[WEB 6]
- 大ケ平（おおがだいら）[WEB 6]
- 大供御（おおくご）[WEB 6]
- 大田和（おおだわ）[WEB 6]
- 大畑（おおばた）[WEB 6]
- 大洞（おおぼら）[WEB 6]
- 大向（おおむかい）[WEB 6]
- 大屋敷（おおやしき）[WEB 6]
- 柿ケ坪高屋（かきがつぼたかや）[WEB 6]
- 金姓（かねしよう）[WEB 6]
- 鎌田（かまた）[WEB 6]
- 釜戸ケ入（かまどがいり）[WEB 6]
- 上河原（かみがわら）[WEB 6]
- 上空田（かみそらた）[WEB 6]
- 上蜂嶺（かみほうれい）[WEB 6]
- 烏ケ森（からすがもり）[WEB 6]
- 川崎（かわさき）[WEB 6]
- 河原田（かわらだ）[WEB 6]
- 狐垣（きつねがき）[WEB 6]
- 木古道（きふるどう）[WEB 6]
- 切カケ（きりかけ）[WEB 6]
- 桐ケ洞（きりがぼら）[WEB 6]
- 切下（きりくだし）[WEB 6]
- 小坂（こざか）[WEB 6]
- 古人伝（こじんでん）[WEB 6]
- 斯曲（このまがり）[WEB 6]
- 郷敷（ごうしき）[WEB 6]
- 郷渡（ごうど）[WEB 6]
- 笹山（ささやま）[WEB 6]
- 猿戸（さるど）[WEB 6]
- 三斗目（さんどうめ）[WEB 6]
- 三本松（さんぼんまつ）[WEB 6]
- 重石（しげいし）[WEB 6]
- 下空田（しもそらた）[WEB 6]
- 下ノ下（しものした）[WEB 6]
- 正不ケ平（しようぶがだいら）[WEB 6]
- 白カシ（しらかし）[WEB 6]
- シンシ田（しんした）[WEB 6]
- 地蔵下（じぞうした）[WEB 6]
- 地蔵堂（じぞうどう）[WEB 6]
- 神田（じんで）[WEB 6]
- 杉ケ入（すぎがいり）[WEB 6]
- 杉平（すぎだいら）[WEB 6]
- 鈴木ケ根（すずきがね）[WEB 6]
- 須茂貝内（すもがいと）[WEB 6]
- 空田（そらた）[WEB 6]
- 高樋（たかどい）[WEB 6]
- 高根下（たかねした）[WEB 6]
- 田向（たむかい）[WEB 6]
- 田和（たわ）[WEB 6]
- 茶ウス下（ちやうすした）[WEB 6]
- 辻ノ下（つじのした）[WEB 6]
- 天下峯（てんがみね）[WEB 6]
- 東内沢連（とうないぞうれ）[WEB 6]
- 田面（とうも）[WEB 6]
- 遠ノ入（とおのいり）[WEB 6]
- 通り洞（とおりぼら）[WEB 6]
- 床寒（とこさむ）[WEB 6]
- 道才（どうさい）[WEB 6]
- ドウズキ（どうずき）[WEB 6]
- 中ケ平（なかがだいら）[WEB 6]
- 中河原（なかがわら）[WEB 6]
- 中田（なかた）[WEB 6]
- 中道（なかみち）[WEB 6]
- 中屋敷（なかやしき）[WEB 6]
- 長入（ながいり）[WEB 6]
- 長ケ入（なががいり）[WEB 6]
- ナギシタ（なぎした）[WEB 6]
- 仁王沢連（におうぞうれ）[WEB 6]
- 西浦（にしうら）[WEB 6]
- 登立（のぼりたて）[WEB 6]
- 乗越（のりごえ）[WEB 6]
- 萩平（はぎだいら）[WEB 6]
- 八舞人茶ノ木洞（はつぶじんちやのきぼら）[WEB 6]
- 判行前（はんぎようまえ）[WEB 6]
- 東長入（ひがしながいり）[WEB 6]
- 檜田（ひのきだ）[WEB 6]
- 日向（ひよも）[WEB 6]
- 日面（ひよも）[WEB 6]
- 廣畑（ひろばた）[WEB 6]
- 蜂嶺（ほうれい）[WEB 6]
- 朴方（ほおがた）[WEB 6]
- 本郷（ほんごう）[WEB 6]
- 的場（まとば）[WEB 6]
- 丸塚（まるづか）[WEB 6]
- 丸山（まるやま）[WEB 6]
- 廻り石（まわりいし）[WEB 6]
- 南ケ入（みなみがいり）[WEB 6]
- 南晒田（みなみさらだ）[WEB 6]
- 美野口（みのぐち）[WEB 6]
- 宮下（みやした）[WEB 6]
- 宮ノ向（みやのむかい）[WEB 6]
- 宮ノ脇（みやのわき）[WEB 6]
- 深山口（みやまぐち）[WEB 6]
- 向ヒ（むかい）[WEB 6]
- 向下（むかいした）[WEB 6]
- 向田（むかいた）[WEB 6]
- 休石（やすみいし）[WEB 6]
- 山ノ神（やまのかみ）[WEB 6]
- 山ノ田（やまのた）[WEB 6]
- 横手（よこて）[WEB 6]
- 連里（れんり）[WEB 6]
- 六所山（ろくしよやま）[WEB 6]
- 六呂木（ろくろぎ）[WEB 6]
- 若林（わかばやし）[WEB 6]
- 分田（わけだ）[WEB 6]

## 歴史

### 沿革
- 1962年（昭和37年） - 松平町下屋敷・㮛立・杉木・仁王・正作・日明・東宮口・真垣内・南篠平により、同町大字坂上が成立[1]。
- 1970年（昭和45年） - 豊田市大字坂上となる[1]。
- 1973年（昭和48年） - 豊田市坂上町となる[1]。

### 人口の変遷
国勢調査による人口および世帯数の推移。
| 1995年（平成7年）  | 127世帯 577人 |  |
| 2000年（平成12年） | 129世帯 550人 |  |
| 2005年（平成17年） | 129世帯 506人 |  |
| 2010年（平成22年） | 128世帯 452人 |  |
| 2015年（平成27年） | 129世帯 425人 |  |
| 2020年（令和2年）  | 120世帯 362人 |  |

### WEB
1. 1 2  総務省統計局 (2022年2月10日). “令和2年国勢調査の調査結果(e-Stat) - 男女別人口，外国人人口及び世帯数－町丁・字等” (CSV). 2023年8月2日閲覧。
2. ↑  “愛知県豊田市の町丁・字一覧”.   人口統計ラボ. 2024年2月26日閲覧。
3. ↑  “読み仮名データの促音・拗音を小書きで表記するもの(zip形式) 愛知県” (zip).   日本郵便 (2024年2月29日). 2024年3月26日閲覧。
4. ↑  “市外局番の一覧” (PDF).   総務省 (2022年3月1日). 2022年3月22日閲覧。
5. ↑  “ナンバープレートについて”.   一般社団法人愛知県自動車会議所. 2024年1月21日閲覧。
6. 1 2 3 4 5 6 7 8 9 10 11 12 13 14 15 16 17 18 19 20 21 22 23 24 25 26 27 28 29 30 31 32 33 34 35 36 37 38 39 40 41 42 43 44 45 46 47 48 49 50 51 52 53 54 55 56 57 58 59 60 61 62 63 64 65 66 67 68 69 70 71 72 73 74 75 76 77 78 79 80 81 82 83 84 85 86 87 88 89 90 91 92 93 94 95 96 97 98 99 100 101 102 103 104 105 106 107 108 109 110 111 112 113 114 115 116 117 118 119 120 121  “愛知県豊田市坂上町の住所一覧”.   ゼンリン. 2024年10月12日閲覧。
7. ↑  総務省統計局 (2014年3月28日). “平成7年国勢調査の調査結果(e-Stat) - 男女別人口及び世帯数 －町丁・字等” (CSV). 2021年7月20日閲覧。
8. ↑  総務省統計局 (2014年5月30日). “平成12年国勢調査の調査結果(e-Stat) - 男女別人口及び世帯数 －町丁・字等” (CSV). 2021年7月20日閲覧。
9. ↑  総務省統計局 (2014年6月27日). “平成17年国勢調査の調査結果(e-Stat) - 男女別人口及び世帯数 －町丁・字等” (CSV). 2021年7月21日閲覧。
10. ↑  総務省統計局 (2012年1月20日). “平成22年国勢調査の調査結果(e-Stat) - 男女別人口及び世帯数 －町丁・字等” (CSV). 2021年7月21日閲覧。
11. ↑  総務省統計局 (2017年1月27日). “平成27年国勢調査の調査結果(e-Stat) - 男女別人口及び世帯数 －町丁・字等” (CSV). 2021年7月21日閲覧。

### 書籍
1. 1 2 3  「角川日本地名大辞典」編纂委員会 1989, p. 593.